# Chytonix costimacula
Chytonix costimacula är en fjärilsart som beskrevs av Alfred Ernest Wileman 1915. Chytonix costimacula ingår i släktet Chytonix och familjen nattflyn. Inga underarter finns listade i Catalogue of Life.